# ノインキルヒェン (バーデン)
ノインキルヒェン (ドイツ語: Neunkirchen) は、ドイツ連邦共和国バーデン＝ヴュルテンベルク州ネッカー＝オーデンヴァルト郡に属す町村（以下、本項では便宜上「町」と記述する）。

## 地理

### 位置
ノインキルヒェンはネッカーオーデンヴァルト郡の南西端、ネッカー川沿いの「小オーデンヴァルト」と呼ばれる地域の標高130mから430mに位置する。町域は、ネッカータール＝オーデンヴァルト自然公園内に含まれる。町からさほど遠くない北部にシュヴァルツバッハ川の水源がある。
ノインキルヒェンは、大規模郡都市のモースバッハから約16km、別の郡に属す大規模郡都市ジンスハイムから20km、ハイデルベルクからは35kmの距離にある。

### 自治体の構成
自治体ノインキルヒェンは、ノインキルヒェン地区、ネッカーカッツェンバッハ地区の2地区からなる。

## 歴史
ノインキルヒェンおよびネッカーカッツェンバッハの両村は、ヴォルムス司教領の入植にその起源を持つ。ネッカーカッツェンバッハは1080年に文献に記録が遺るのに対して、ノインキルヒェンは1298年の教会に関する記録により歴史に登場する。13世紀に、両村および周辺の山は帝国都市ヴィンプフェンを介して帝国領となった。
シュタウフェン朝が滅びると、1349年に最終的にプファルツ選帝侯に売却されるまで、この村は、地方豪族の支配下に置かれた。その後、帝国代表者会議主要決議に基づき、この村はバーデン大公に移管された。ネッカーカッツェンバッハに対してはミンネベルク城の城主が単独で、ノインキルヒェンに対してはシュヴァルツァハ城とツヴィンゲンベルク城の城主が共同で統治した。
1972年に市町村再編により、それまで独立した自治体であったネッカーカッツェンバッハがノインキルヒェンの地区に編入された。

### 宗教
住民の約54%がプロテスタント、約41%がローマ・カトリックの信者である。両派ともにこの町に独自の教会組織を有している。

## 行政

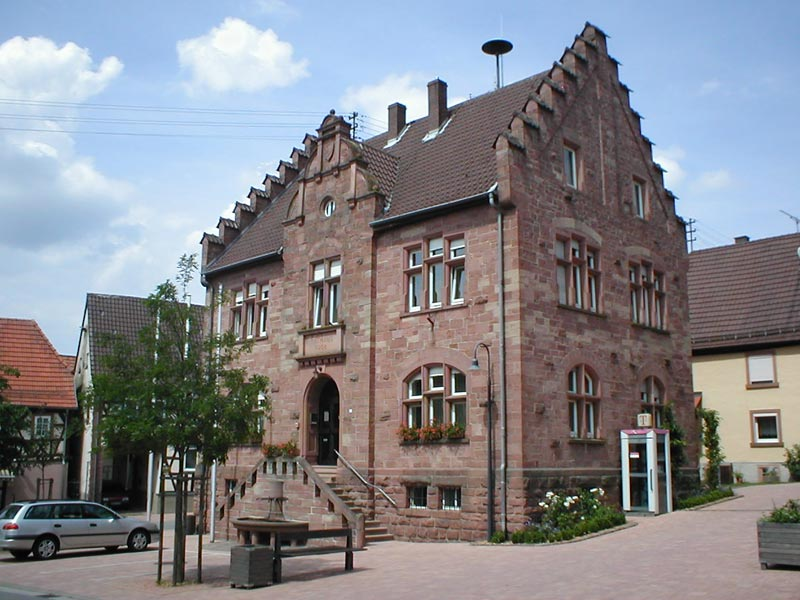
ノインキルヒェンの町役場

ノインキルヒェンは、アグラスターハウゼンおよびシュヴァルツァハとともに自治体行政連合を形成している。その本部はアグラスターハウゼンに置かれている。

### 議会
ノインキルヒェンの町議会は11議席からなる。

### 紋章
銀（白）地で、基部は緑色。その上に、右側（向かって左）に塔を持つ赤い教会。塔と、身廊の屋根にはそれぞれ赤い十字架がついている。この紋章は村の名前のキルヒェ（Kirche = 教会）を表している。

## 文化と見所

### 建築と記念碑

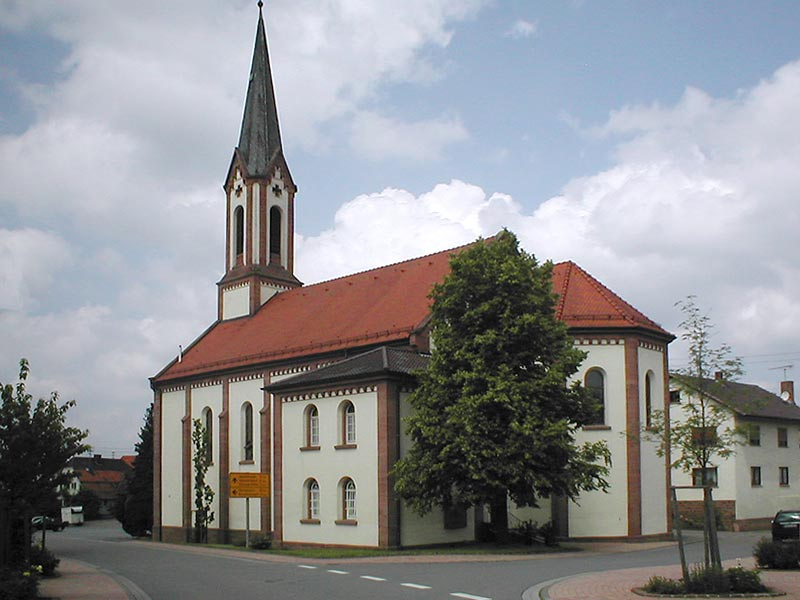
カトリック教会

- ノインキルヒェン区には、カトリック教会とプロテスタント教会がある。カトリック教会の近くには1929年のアウグステ・パットベルクの記念碑がある。カトリック学校は1842年に建造され、現在は郷土博物館として利用されている。町役場は1906年の建築で、階段の登り口に村の泉が取り付けられている。地区内には、この他にも多くの歴史的な木組み建築や旅館が遺されている。
- ノインキルヒェンの郊外に、ミンネブルク城址やシュトルツェネック城址がある。

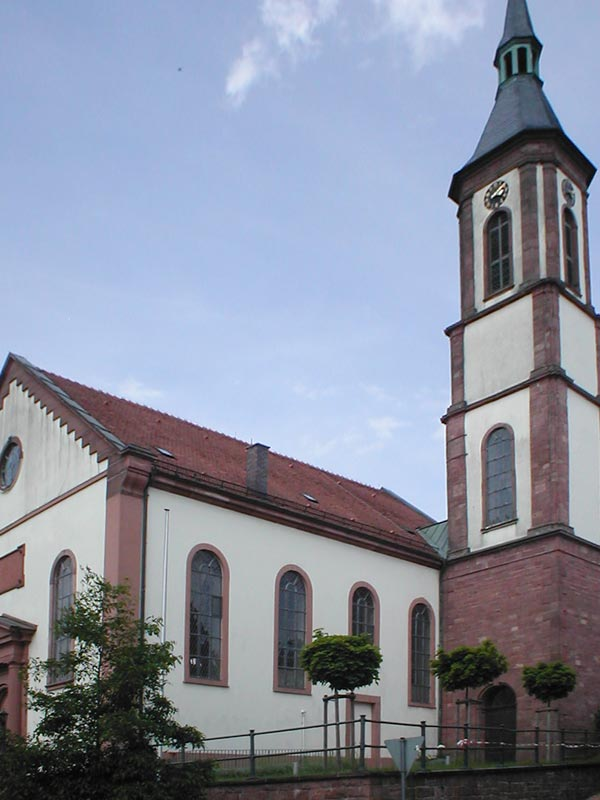
プロテスタント教会
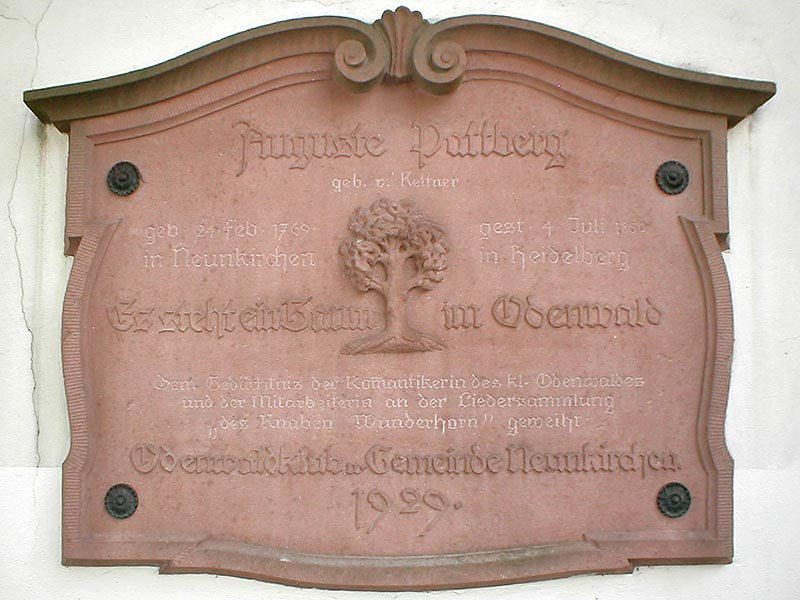
パットベルク記念碑
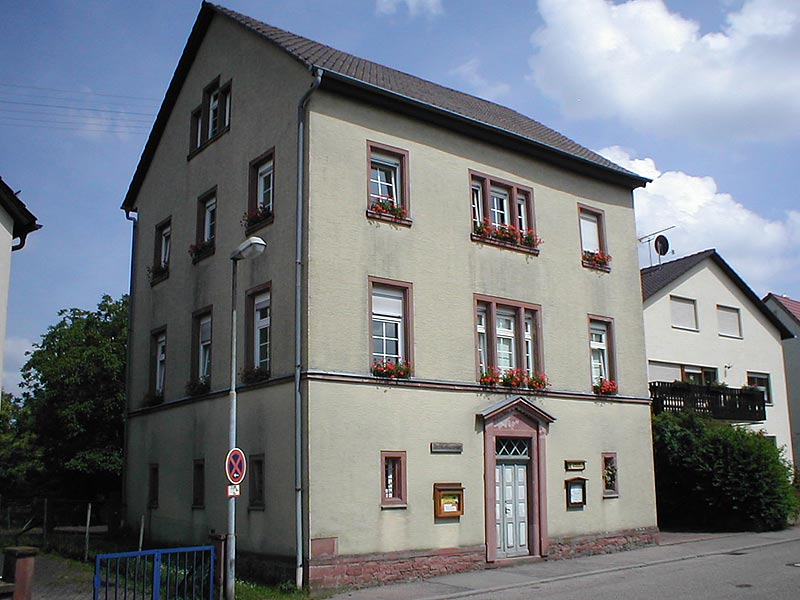
旧カトリック学校
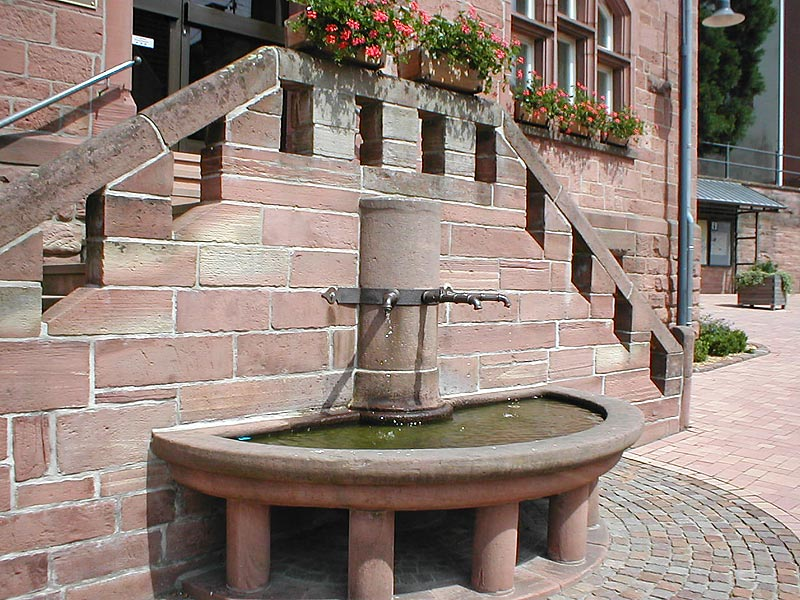
町役場階段登り口の村の泉
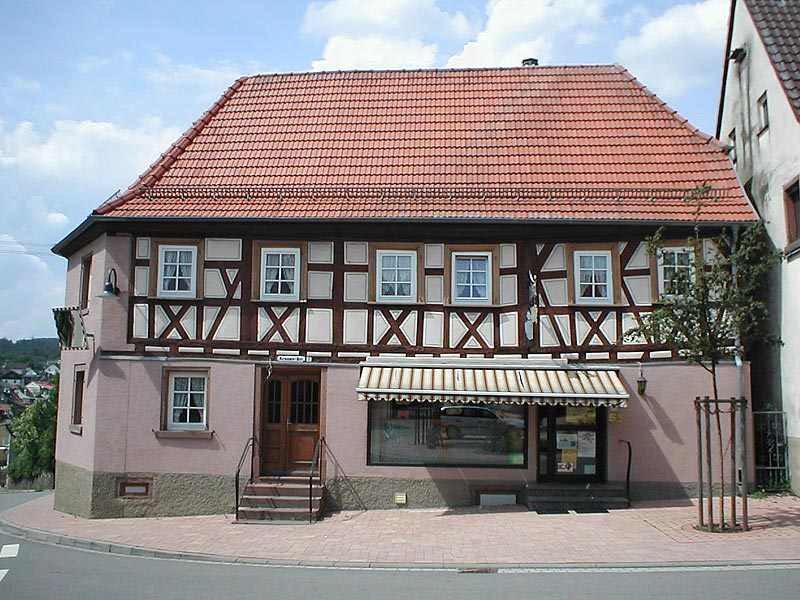
歴史的木組み建築

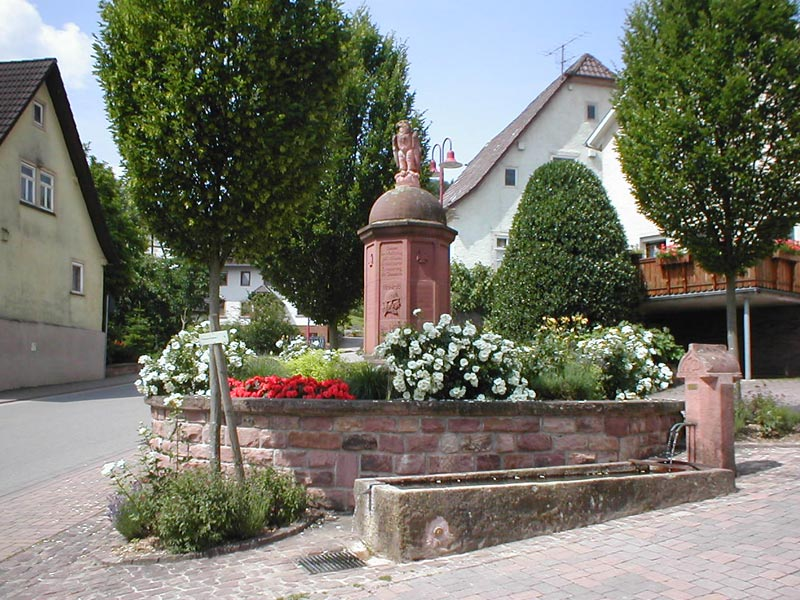
戦争記念碑と村の泉

- ネッカーカッツェンバッハ区にもやはりカトリックとプロテスタントの教会がそれぞれあり、両者はともに地区郊外の高台に位置している。一方は1511年建造の建物である。村役場兼学校は1843年に建設された。地区の中心部には戦争記念碑と1598年に起源を遡る村の泉がある。郊外の村道沿いに中世の贖罪の十字架がある。これは1998年に農夫によって発見されたものである。

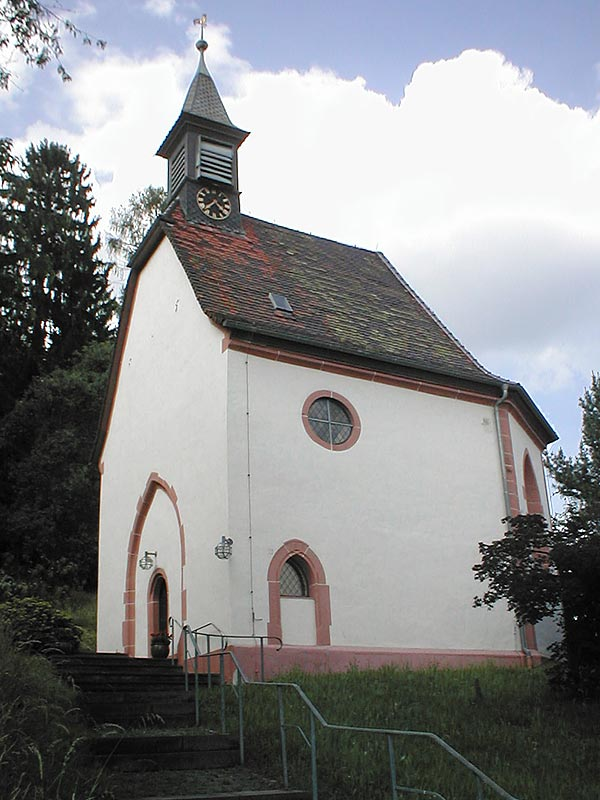
1511年建造の教会
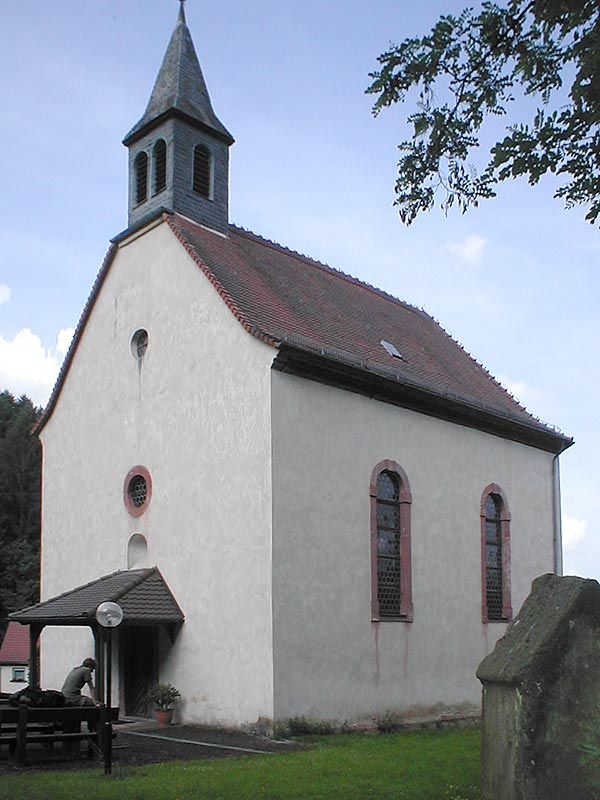
もう一つの教会
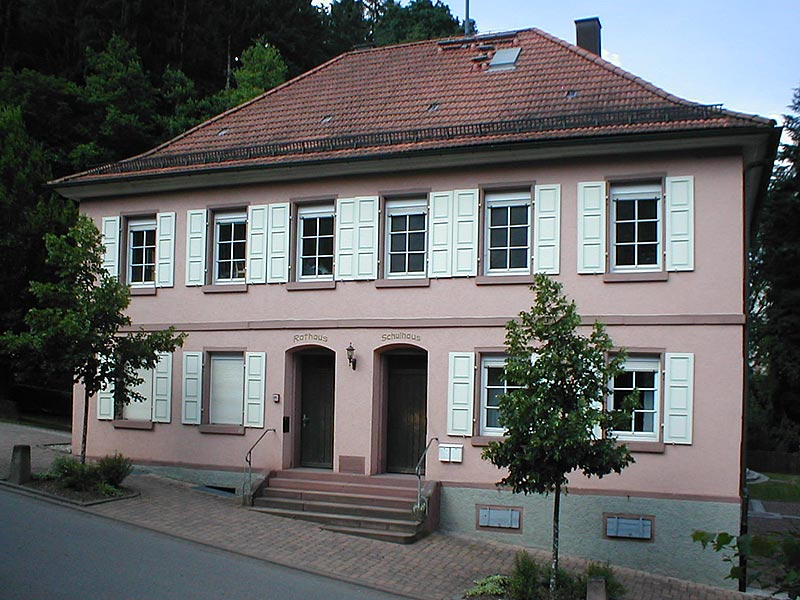
村役場兼学校
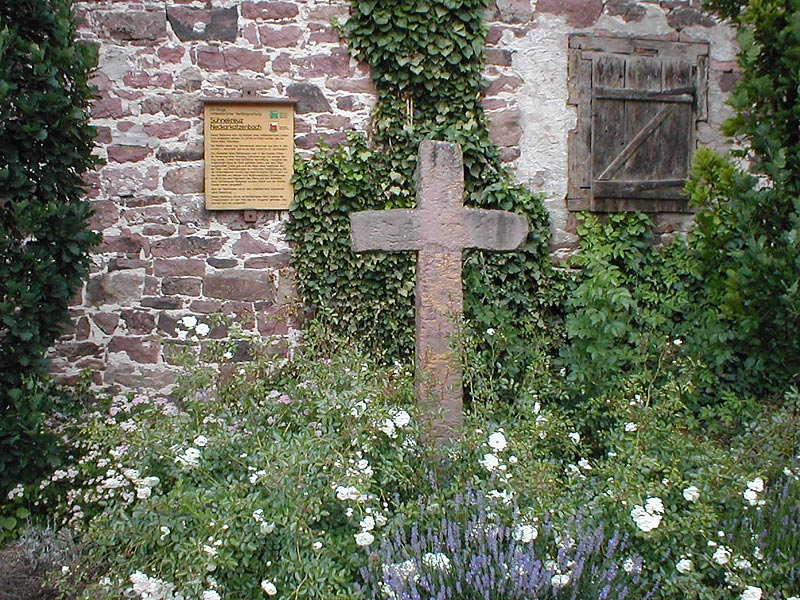
贖罪の十字架

### 博物館
- 1842年に建造された旧カトリック学校を利用したノインキルヒェン郷土博物館では、バーデン地方の農業に及ぼす工業化の影響を重点テーマに、6段階に分類して郷土資料の展示を行っている。

## 人物

### 出身者
- アウグステ・パットベルク（1769年 – 1850年）詩人

## 引用
1. ↑  Statistisches Landesamt Baden-Württemberg – Bevölkerung nach Nationalität und Geschlecht am 31. Dezember 2023 (CSV-Datei)